# CBCフラッシュニュース
『CBCフラッシュニュース』（シービーシーフラッシュニュース）は、中部日本放送で放送された中日新聞制作協力のローカルニュース番組である。

## 概要
無地の画面から名古屋市の風景が出現して、名古屋市の風景の上に「CBCフラッシュニュース」ロゴを表示する映像。その後スポンサーの表示画面（静止画）へ移る。EDはスポンサーの表示画面（静止画）。その後名古屋市の風景の上に「終」表示を加えたタイトルを表示した静止画へ移る。提供つきでも音楽は10秒きっちり流れた。 スポンサーがない場合は、EDは名古屋市の風景の上に「終」表示を加えたタイトルを表示した静止画。
提供は「東海フラッシュニュース」と同じスポンサーのニュース番組。
なおこの当時はキャスターが画面に登場せずニュース項目の字幕スーパーが表示されたり、静止画で事件現場のポイントが地図上に落とされ被害者・被疑者の氏名が被されるのみでVTRが割愛されることが頻繁にあった。 

### 1982年頃から
人のモザイク映像の上に「CBCフラッシュニュース JNN」ロゴを表示する映像。その後スポンサーの表示画面（静止画）へ移る。EDはスポンサーの表示画面（静止画）。その後人のモザイク映像の上に「終」表示を加えたタイトルを表示した静止画へ移る。提供つきでも音楽は10秒きっちり流れた。 スポンサーがない場合は、EDは人のモザイク映像の上に「終」表示を加えたタイトルを表示した静止画。テーマ曲は、音楽に変更された。
提供は「東海フラッシュニュース FNN」と同じスポンサーのニュース番組。